# 潍坊体育中心体育场
潍坊体育中心体育场位于中国山东省潍坊市潍城区。项目总投资约11亿元人民币，占地28.7万平方米，是中华人民共和国第十一届运动会女子足球比赛场地，场地设有约45000个座位。该场地于2008年3月28日开工建设，2009年4月25日验收并交付使用，获得了2010年度中国国家优质工程银奖。

## 总体布局
整个项目位于潍坊市中心西侧的潍城区，除此体育场之外包括综合体育馆（15000个座位）、网球馆（6000座）、综合训练馆、展览中心和一座暂定为五星级的酒店。该体育场为该区域项目的一期工程。

## 建筑设计
钢结构的设计融合了潍坊的风筝文化，其中跨度达300米的主拱是山东省建筑之最。其中共有三层观众席，底层27000座，主席台观众席600座，包厢层1018座，上层观众席16600座，残疾人坐席90座。还有一个25米×12米的双面高清彩屏。